# Enquêteur d'assurances
Un enquêteur d'assurances est un professionnel qui effectue des vérifications sur les contrats d'assurances ou les sinistres intervenus, aux fins de contrôler l'absence de fraude tant à la souscription du contrat qu'au moment du sinistre, ou encore pour en déterminer les circonstances et les responsabilités.

## Origine de l'appellation
Cette appellation a été, pour la première fois, popularisée par un organisme qui n'existe plus aujourd'hui et qui s'appelait (1980) le "S.N.E.A." Syndicat National des Enquêteurs d'Assurances. La dénomination a survécu à la disparition de son créateur.

## La saisine de l'enquêteur d'assurances
La clientèle du professionnel se compose de sociétés et mutuelles d'assurances qui missionnent l'enquêteur pour déterminer les circonstances de sinistres (automobile, incendie, risques divers), voire pour établir une présomption de fraude ou fixer la preuve d'une escroquerie à l'assurance (ou d'une tentative).
Généralement les investigations sont débutées soit par un inspecteur de la compagnie, soit par un expert désigné pour estimer le préjudice.
Lorsqu'ils suspectent une indélicatesse, le dossier est alors transmis à un professionnel spécialisé : l'enquêteur d'assurances qui intervient donc en complément de l'inspecteur d'assurance ou de l'expert.
Sa saisine ne se limite pas aux fraudes : il peut également déterminer des circonstances de sinistres imprécises, notamment pour défendre les intérêts de l'assuré à la demande de sa compagnie d'assurances, rechercher des héritiers pour verser les indemnités qui leur reviennent...

## Législation corporative
L'enquêteur d'assurances est un enquêteur de droit privé régi par la même réglementation que les détectives et enquêteurs privés.
Il exerce une profession libérale et, lorsqu'il travaille exclusivement pour des assureurs, ne possède pas de locaux : en fait il exerce depuis son domicile personnel.
Le rapport de l'enquêteur d'assurances permet, à la compagnie, de déposer plainte s'il s'avère qu'elle a été victime d'un délit pénalement répréhensible, et ce afin de ne pas faire porter, aux autres assurés, la lourdeur de règlements injustifiés (dont les coûts sont évidemment répercutés sur les primes).
L'enquêteur d'assurance est régi par la loi du 12 juillet 1983 sur les professions de sécurité.

## Organisation professionnelle
Les enquêteurs d'assurances peuvent adhérer soit à des organismes généralistes comme les syndicats de détectives ou enquêteurs privés, soit à un syndicat d'enquêteurs d'assurances.
En France il existe une association A.L.F.A. souvent présentée, à tort, comme un organisme de détectives d'assurances car il s'agit d'une association d'assureurs et non d'enquêteurs d'assurances, dont l'objet est de lutter contre la fraude aux assurances.
À ce titre elle établit une liste d'enquêteurs certifiés qu'elle met à la disposition des sociétés d'assurances.
Cette certification doit être considérée, juridiquement, comme une simple recommandation (que les compagnies d'assurances n'ont d'ailleurs aucune obligation de suivre) et elle n'apporte aucun privilège particulier aux techniciens certifiés, pas plus que les rapports établis par ses experts ou enquêteurs ne peuvent avoir, en Justice, une valeur supérieure aux rapports établis par des experts ou enquêteurs non certifiés, les juges étant libre d'apprécier, accepter et rejeter une offre de preuve.
ALFA France a, d'ailleurs, donné naissance à ALFA Belgique : une telle organisation n'existe pas au Québec où les sociétés d'assurances saisissent, directement, des agences d'enquêtes privées qui, ici, sont règlementées.
Il est à noter que tout enquêteur privé comme tout détective privé peut diligenter des enquêtes d'assurances, la qualification ALFA n'étant pas juridiquement nécessaire et les certifiés ALFA ne disposant d'aucun monopole.

## Se renseigner
- Se renseigner sur la législation des enquêteurs privés et des enquêteurs d'assurances (Centre d'information sur les enquêteurs de droit privé)
- Quelques exemples de syndicats d'enquêtes privées et d'enquêteurs d'assurances (voir rubrique prévention et sécurité)